# Guyarat
Guyarat o Gujarat  (en guyaratí: ગુજરાત, Gujarātⓘ)  es, desde el 1 de mayo de 1960, un estado de la República de la India. Con una superficie de 196 024 km², Guyarat es el quinto mayor estado indio, y con 60,4 millones en 2011, el noveno estado más poblado Su capital es Gandhinagar, una ciudad planificada cerca de Ahmedabad, la antigua capital y ciudad más grande y centro comercial del estado.  Los guyaratíes son indígenas del estado y su idioma, el guyaratí, es el idioma oficial del estado.
Situado al suroeste de la península indostánica, Guyarat es el estado más occidental de la India. Su costa, de aproximadamente 1600 km, es la más larga del país, la mayor parte de la cual se encuentra en la península de Kathiawar. Limita, al noroeste, con Pakistán —provincia de Sindh—; al noreste, con el estado de Rajastán; al este, con Madhya Pradesh; al sureste, con Maharastra; al sur, con el territorio de Dadra y Nagar Haveli y Damán y Diu; y al oeste con el mar Arábigo (océano Índico).
El estado tiene 23 sitios de la antigua civilización del valle del Indo (más que cualquier otro estado). Los sitios más importantes son Lothal (el primer dique seco del mundo), Dholavira (el quinto sitio más grande) y Gola Dhoro (donde se encontraron cinco focas poco comunes). Se cree que Lothal fue uno de los primeros puertos marítimos del mundo. Las ciudades costeras del sultanato de Guyarat, principalmente Bharuch y Khambhat, sirvieron como puertos y centros comerciales en los imperios Maurya y Gupta y durante la sucesión de las dinastías reales Saka en la era de los Sátrapas occidentales. Junto con Bihar, Mizoram y Nagaland, Guyarat es uno de los cuatro estados de la India que prohíben la venta de alcohol.. El parque nacional del Bosque de Gir, en Guyarat, alberga la única población salvaje de león asiático del mundo.
La economía de Guyarat es la quinta mayor de la India, y una de las de mayor crecimiento económico del país, con un producto interno bruto estatal (PIB) de 16,55 billones de rupias (equivalente a 220 000 millones de dólares estadounidenses en 2023) y el 10.º PIB per cápita más alto del país, con 215 000 rupias (2500 dólares estadounidenses). Guyarat registra las mayores exportaciones de todos los estados, representando aproximadamente un tercio de las exportaciones nacionales. Ocupa el puesto 21 entre los estados y territorios de la unión de la India en el índice de desarrollo humano. Guyarat es considerado uno de los estados más industrializados —el 2.º estado espués de Maharastra— y tiene una baja tasa de desempleo, pero el estado presenta una baja puntuación en algunos indicadores sociales y, en ocasiones, se ve afectado por la violencia religiosa.
En este estado nacieron dos de los principales líderes de la independencia de la India: Mahatma Gandhi y Sardar Vallabhbhai Patel.

## Etimología
Guyarat se deriva de los gurjar, que gobernaron Guyarat en los siglos VIII y IX d. C. Partes de Rajastán y Guyarat modernos fueron conocidas como Gurjarat or Gurjarabhumi  durante siglos antes del período mogol.

## Historia
La historia del estado de Guyarat comienza con los vestigios encontrados de antiguos asentamientos de la Edad de Piedra, seguidos de asentamientos del Calcolítico y de la Edad de Bronce, así como de yacimientos de la civilización del valle del Indo. Las ciudades costeras de Gujarat, principalmente Bharuch, sirvieron como puertos y centros comerciales en los imperios Nanda, Maurya, Satavahana y Gupta, así como durante el período Sátrapas occidentales. Después de la caída del imperio Gupta en el siglo VI, Gujarat floreció como un estado hindú-budista independiente. La dinastía Maitraka, descendiente de un general del imperio Gupta, gobernó el reino de Valabhi del siglo VI al VIII, aunque fueron gobernados brevemente por Harsha durante el siglo VII. Los gobernantes árabes de Sindh saquearon Vallabhi en 770, poniendo fin al reino de Valabhi. En 775, los primeros refugiados parsis (zoroastrianos) llegaron a Gujarat desde el Gran Irán.
Tras la fragmentación de Gujarat en numerosos principados durante el siglo IX, la dinastía Chaulukya reunificó la región y estableció el reino de Gujarat. Entre 1297 y 1300, Alauddin Khalji, sultán túrquico del sultanato de Delhi, destruyó Anhilwara e incorporó Gujarat al sultanato de Delhi. Tras el saqueo de Delhi por Tamerlán a finales del siglo XIV, que debilitó al Sultanato, el gobernador de Gujarat, Zafar Khan Muzaffar, afirmó su independencia y estableció el sultanato de Gujarat; su hijo, el sultán Ahmed Shah I (gobernó entre 1411 y 1442), reestructuró Ahmedabad como capital. A principios del siglo XVI, la invasión de Gujarat por parte de Rana Sanga debilitó el poder del sultanato, ya que este se anexionó el norte de Gujarat y designó a su vasallo para gobernar allí. Sin embargo, tras su muerte, el sultán de Gujarat recuperó el reino e incluso saqueó el fuerte de Chittorgarh en 1535. El sultanato de Gujarat se mantuvo independiente hasta 1576, cuando el emperador mogol Akbar lo conquistó y lo anexioó al Imperio mogol como provincia. Surat se había convertido en el puerto más importante y principal de la India durante el dominio mogol.
Portugal fue la primera potencia europea en llegar a Guyarat, adquiriendo diversos enclaves a lo largo de la costa; enclaves que incluían Damán y Diu así como Dadra y Nagar Haveli. La Compañía Británica de las Indias Orientales estableció una fábrica en Surat en 1614 que se convirtió en su primera base en la India. Estuvo eclipsada por Bombay después de que los británicos la adquirieran en 1668.
Más tarde en el siglo XVIII, partes de Gujarat quedaron bajo el control del estado de Baroda, un reino dentro de la Confederación maratha. La Compañía Británica de las Indias Orientales arrebató el control de gran parte de Gujarat a los marathas durante la segunda guerra anglo-maratha. Muchos gobernantes locales, incluidos los Gaekwads de Baroda, hicieron las paces con los británicos y reconocieron la soberanía británica a cambio de conservar el autogobierno local. Gujarat quedó bajo la autoridad política de la Presidencia de Bombay, con la excepción del estado de Baroda, que tenía una relación directa con el Gobernador General de la India. De 1818 a 1947, la mayor parte del Gujarat actual, incluidos Kathiawar, Kutch y el norte y el este de Gujarat, se dividieron en cientos de estados principescos, pero varios distritos en el centro y sur de Gujarat fueron gobernados directamente por la Presidencia de Bombay. Mahatma Gandhi, considerado el «padre de la nación»India, fue un gujarati que lideró el Movimiento de Independencia de la India contra el dominio británico.
Gujarat se convirtió en un estado de la India el 1 de mayo de 1960 mediante la división del estado de Bombay según criterios lingüísticos. La capital se estableció en Ahmedabad pero en 1970 se trasladó a la ciudad de Gandhinagar. De 1960 a 1995, el Congreso Nacional Indio mantuvo el poder en la Asamblea Legislativa de Gujarat, mientras que otros partidos políticos gobernaron durante mandatos incompletos en las décadas de 1970 y 1990. El Partido Bharatiya Janata ha estado en el poder desde 1998.

## Geografía
Guyarat es el estado situado más al oeste de la India. Guyarat limita al noroeste con la provincia pakistaní de Sindh —distritos de Tharparkar, Badin y Thatta—; al suroeste con el mar Arábigo; al noreste, con el estado de Rajastán; al este, con el estado de Madhya Pradesh; y al sur con el de Maharashtra, y el territorio de la Unión de Dadra y Nagar Haveli y Damán y Diu. Históricamente, el norte se conocía como Anarta, la península de Kathiawar, «Saurastra»; y el sur, como «Lata». Guyarat también se conocía como Pratichya y Varuna.
El mar Arábigo conforma la costa occidental del estado. Guyarat tiene una superficie de 196 030 km², con la línea costera más extensa (24 % del litoral indio), de 1600 km, y cuenta con 41 puertos: uno principal, 11 intermedios y 29 menores.
El río Narmada es el río más caudaloso de Guyarat, seguido del río Tapi. El río Sabarmati tiene el curso más largo a través del estado. El Proyecto Sardar Sarovar se construye en el Narmada, uno de los principales ríos de la India peninsular, y uno de los tres únicos ríos principales que corren de este a oeste, junto con el Tapi y el Mahi. Tiene una longitud aproximada de 1312 km. Se han construido varios diques ribereños en el río Sabarmati. 
La mayor parte del estado está a una baja altitud. Las fronteras orientales están bordeadas por las bajas montañas de la India: Aravalli, Sahyadri (Ghats Occidentales), Vindhya y Saputara. Además de esto, las colinas de Gir, Barda, Jessore y Chotila constituyen una gran minoría de Guyarat. Girnar es el pico más alto y Saputara es el único complejo turístico en la cima de una montaña del estado.
La capital, Gandhinagar, es una ciudad planificada. Las principales ciudades del estado son Ahmedabad —la mayor y la sexta del país—, Vadodara (Baroda), Surat y Rajkot.  Otras ciudades importantes del sur de Guyarat son Nadiad, Jamnagar, Ankleshwar, Bharuch, Navsari, Vapi y Valsad; y en el norte, Bhuj y Dwarka.
El clima es principalmente seco, llegando a ser casi desértico en la zona noroeste.

### Rann de Kutch
Rann (રણ) significa desierto en gujarati. El Rann de Kutch es un desierto arcilloso salino, pantanoso y estacional, ubicado en la región biogeográfica del desierto de Thar, entre la provincia pakistaní de Sindh y el resto del estado de Guyarat. Comienza a 8 km de la aldea de Kharaghoda, en el distrito de Surendranagar. 

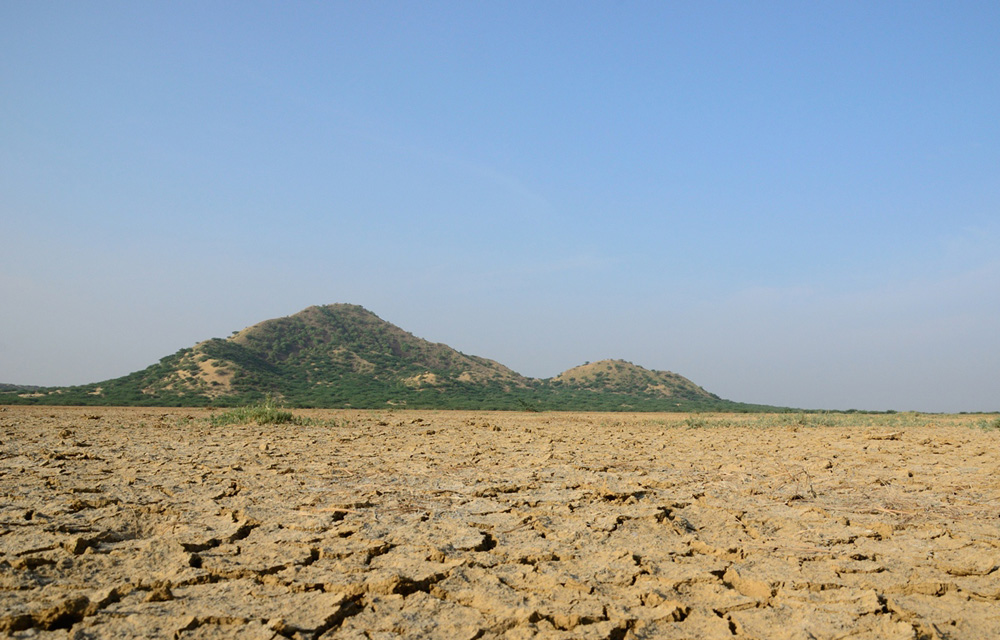
Monte Karo, distrito de Kutch
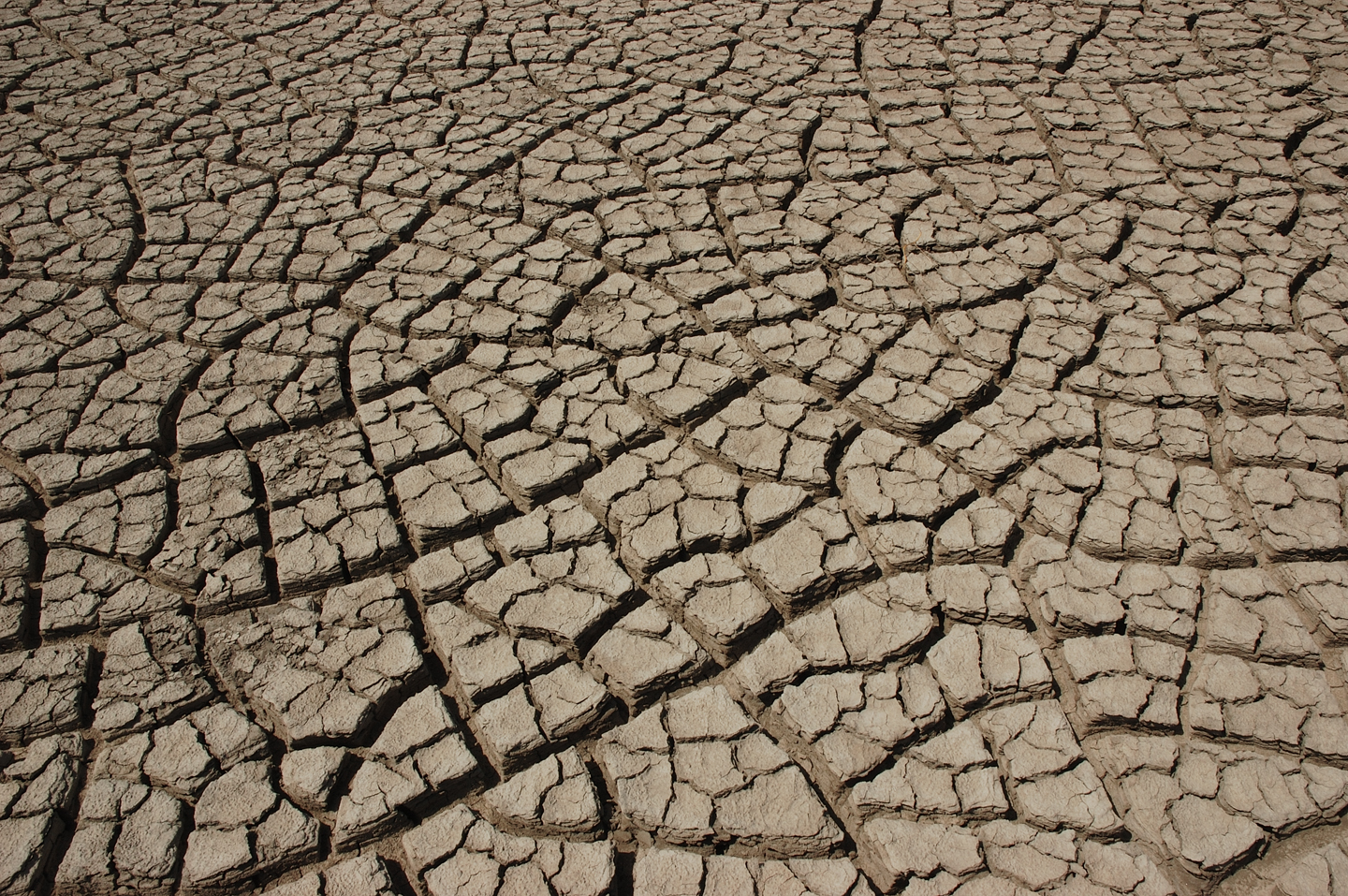
Tierra agrietada en el Rann de Kutch
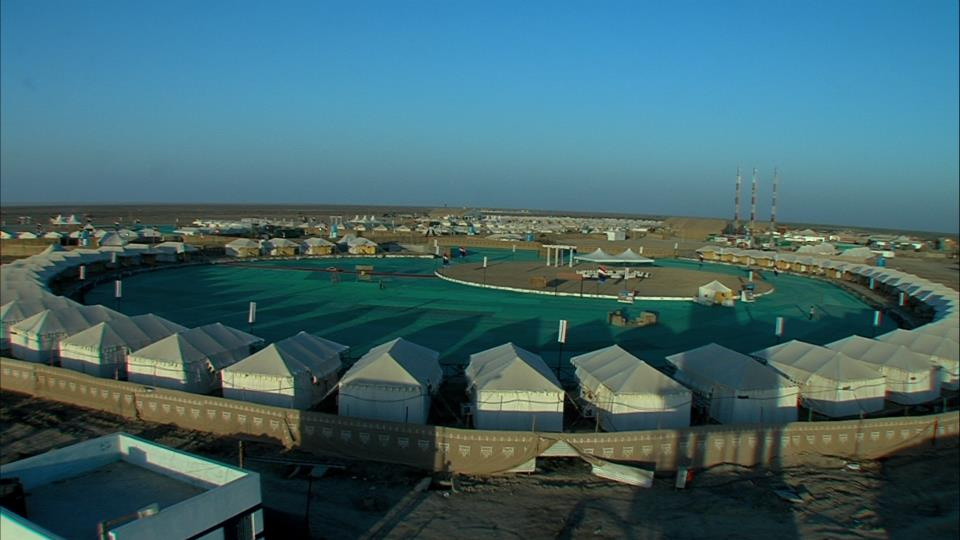
El colorido Festival Rann Utsav, que se celebra anualmente en el Rann de Kutch.
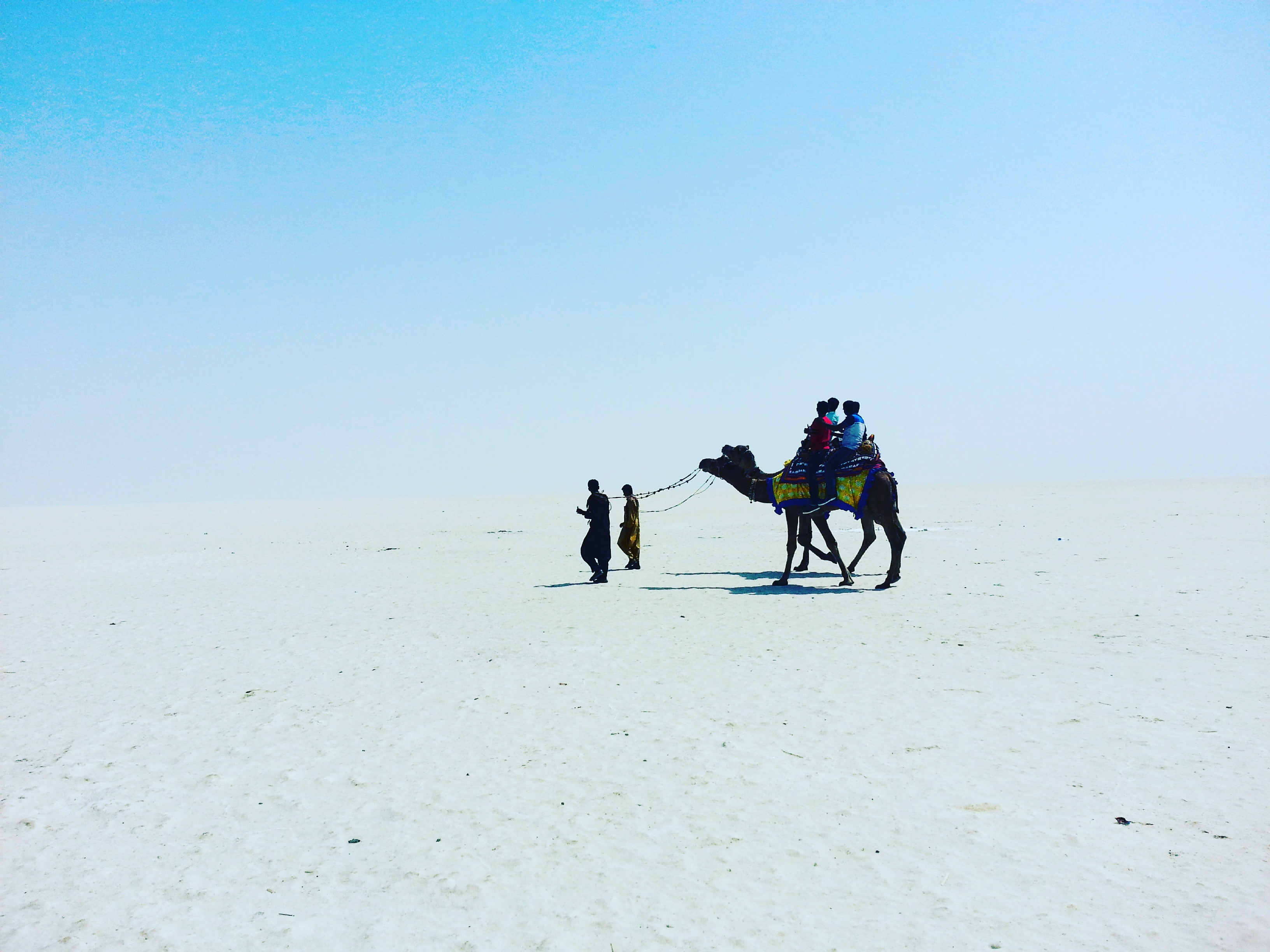
Paseo en camello en el Rann de Kutch
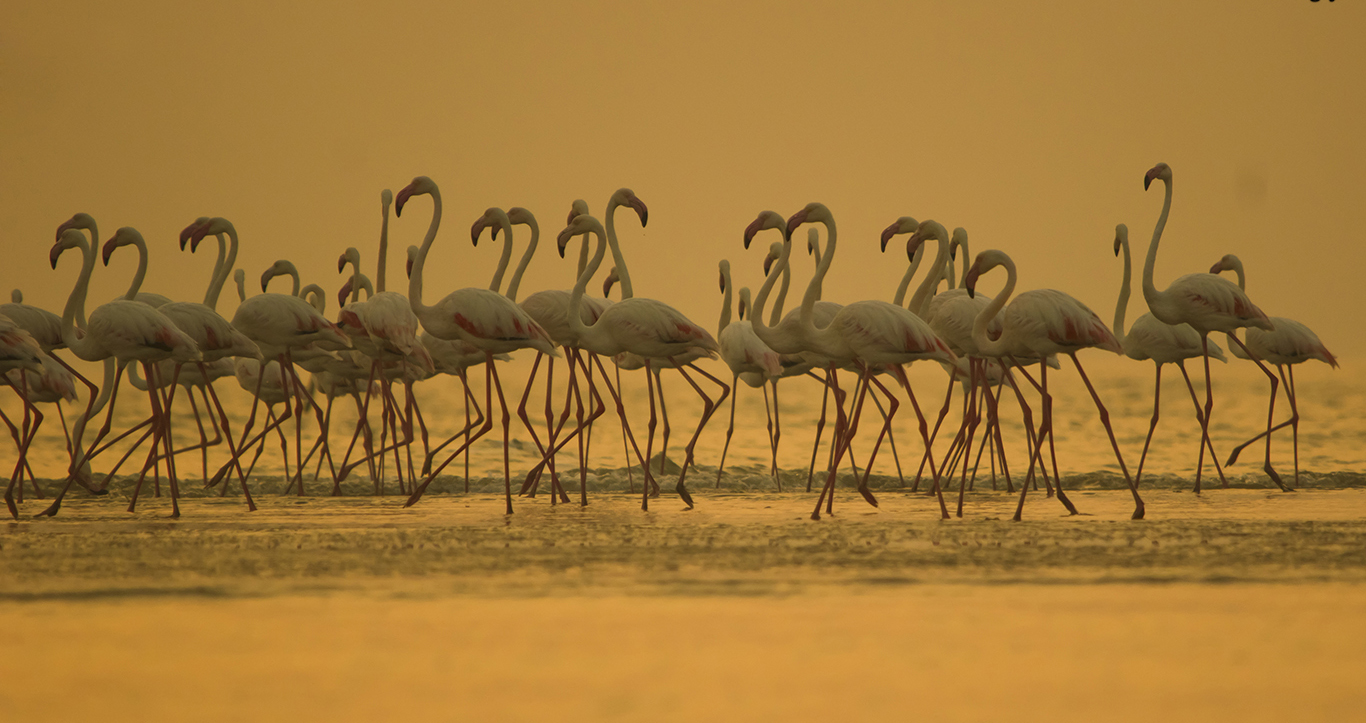
Flamenco común  en el Rann de Kutch

### Flora y fauna

#### Fauna prehistórica

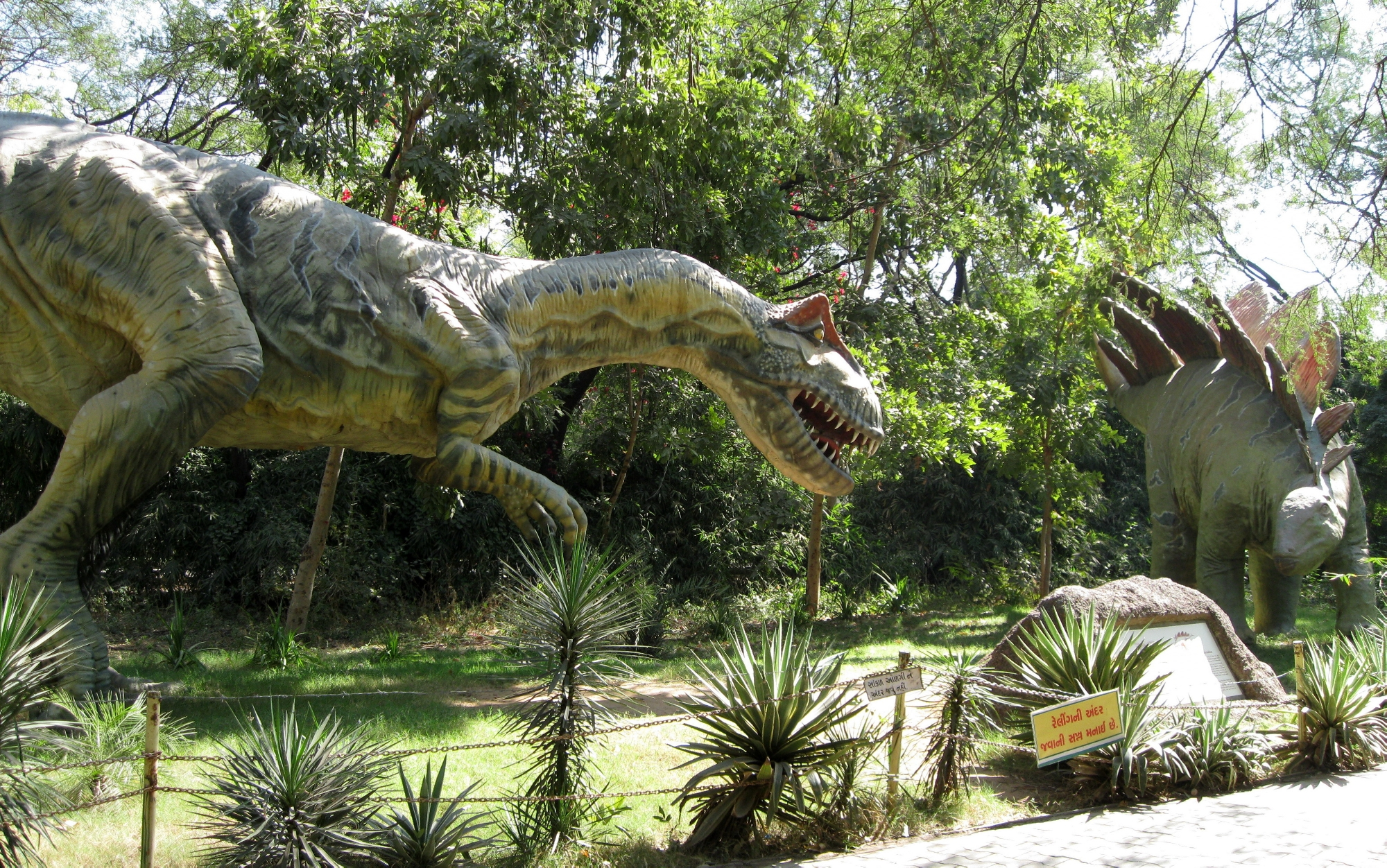
Parque de Dinosaurios y Fósiles Indroda, Gandhinagar

A principios de la década de 1980, paleontólogos encontraron criaderos de huevos de dinosaurio y fósiles de al menos 13 especies en Balasinor. El hallazgo más importante fue el de un dinosaurio  abelisáurido carnívoro llamado Rajasurus narmadensis, que vivió en el Cretácico Superior. Un descubrimiento notable en la aldea de Dholi Dungri fue el de Sanajeh indicus, una serpiente madtsoiida primitiva que probablemente se alimentaba de crías y embriones de dinosaurios saurópodos.

#### Especies existentes
Según el  India State of Forest Report 2011 [Informe sobre el Estado Forestal de la India de 2011], Guyarat tiene el 9,7 % de su superficie geográfica total cubierta de bosques. Entre los distritos, The Dangs tiene la mayor superficie forestal. Guyarat cuenta con cuatro parques nacionales y 21 santuarios. Es el único hogar de leones asiáticos y, fuera de África, su único hábitat natural. El parque nacional del Bosque de Gir, en el suroeste del estado, es uno de los más importantes del país y protege parte del hábitat del león asiático, el símbolo nacional de la India. Además de leones, también se encuentran leopardos indios en el estado. Se extienden por las extensas llanuras de Saurashtra y las montañas del sur de Guyarat. Otros áreas protegidas nacionales son el parque nacional de Vansda, el parque nacional de Blackbuck, el parque nacional marino de Velavadar y Narara, golfo de Kutchh y Jamnagar. También hay santuarios de vida silvestre como el santuario de vida silvestre del Asno Salvaje, el santuario de aves Nal Sarovar, el santuario de aves Porbandar, el santuario de vida silvestre del Desierto de Kutch, el santuario de Avutardas de Kutch, el santuario de Narayan Sarovar, el santuario del Oso Perezoso de Jessore, Anjal, Balaram-Ambaji, Barda, Jambughoda, Khavda, Paniya, Purna, Rampura, Ratan Mahal y Surpaneshwar.
En febrero de 2019, un tigre de Bengala, supuestamente originario de Ratapani, Madhya Pradesh, fue avistado en la zona de Lunavada, en el distrito de Mahisagar, al este del estado, antes de ser encontrado muerto ese mismo mes, probablemente por inanición.

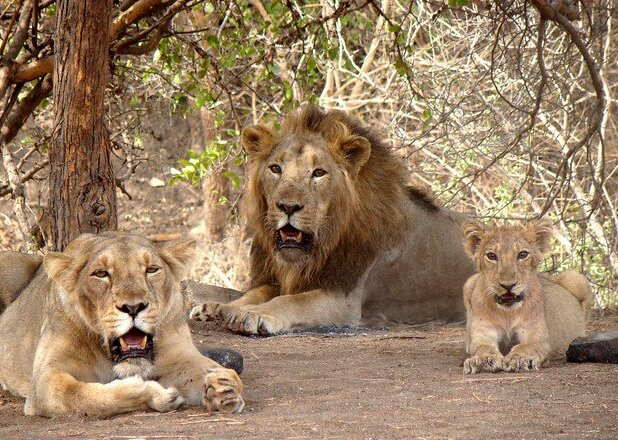
Familia de leones asiáticos, presente en el parque nacional del Bosque de Gir
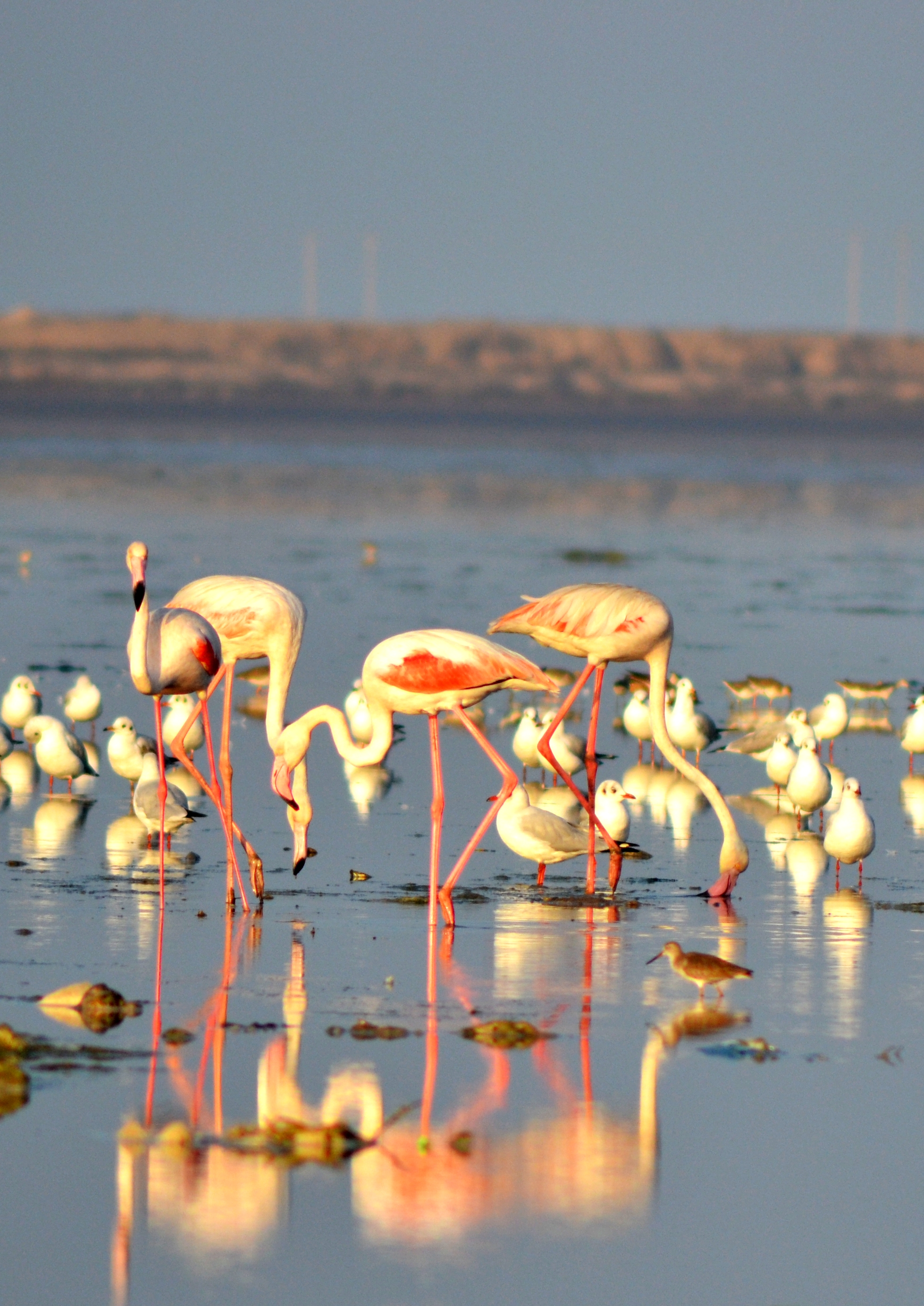
Flamenco común, Jamnagar
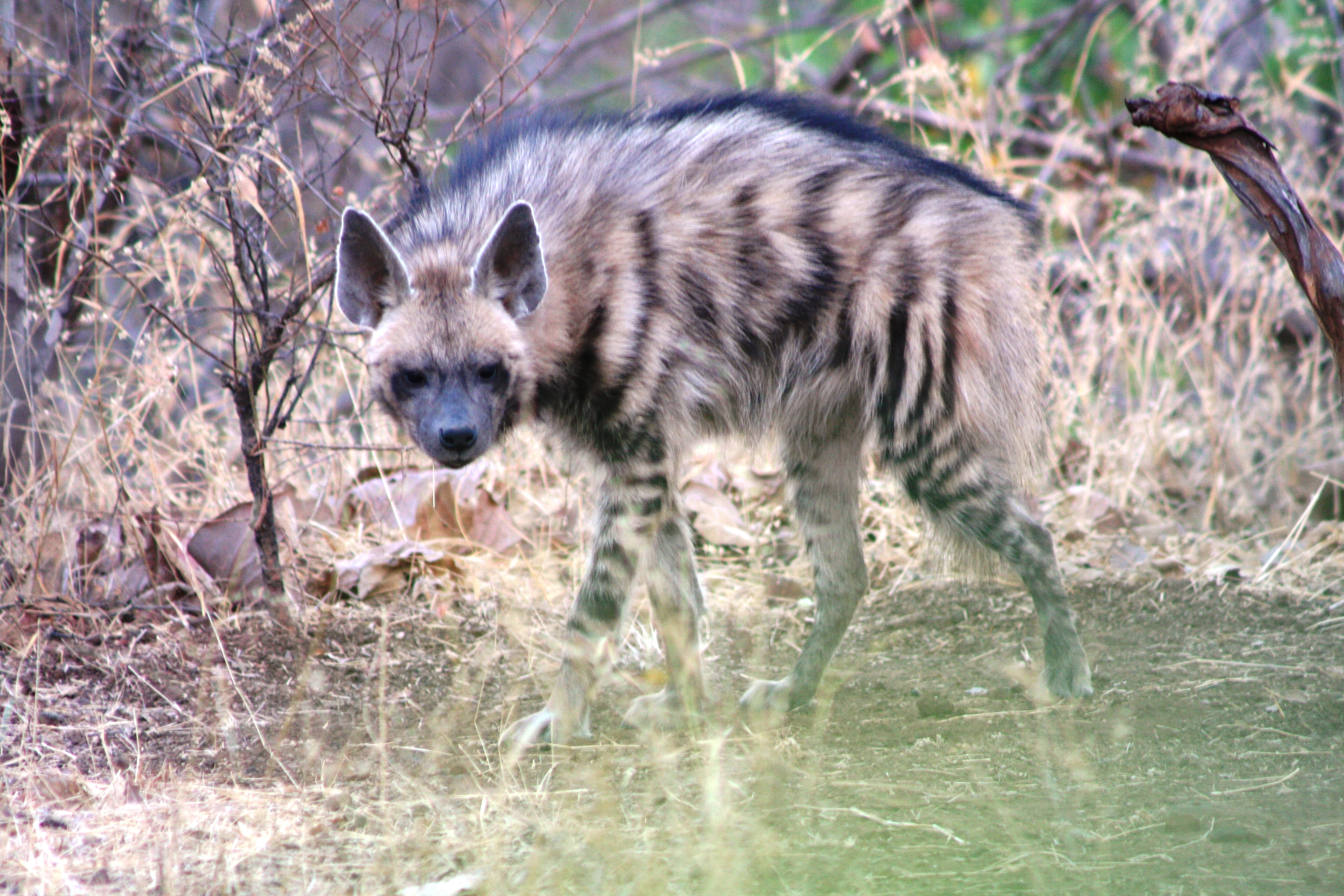
Hiena rayada en el parque nacional del Bosque de Gir

## Organización territorial

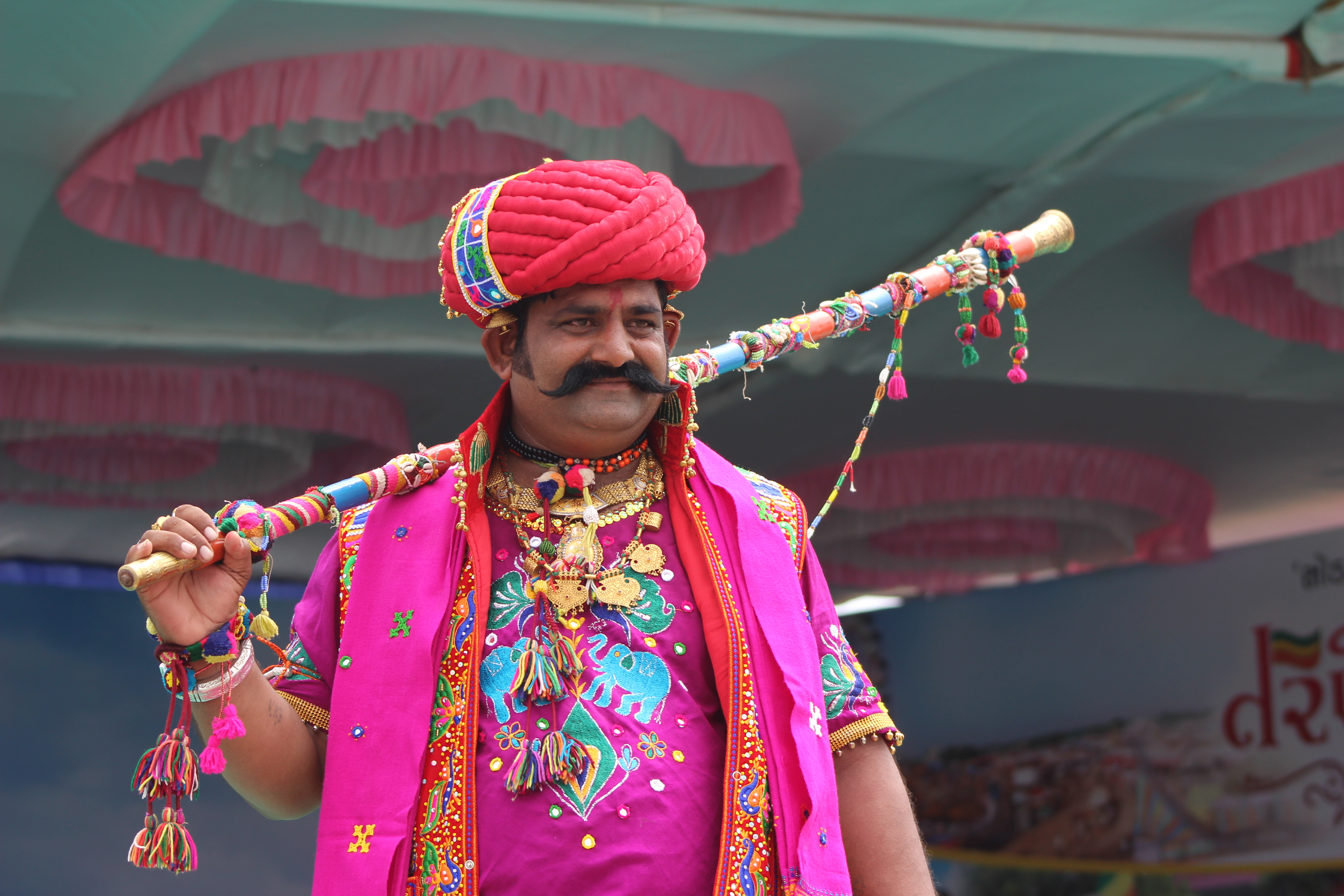
Un hombre con ropas tradicionales durante la feria de Tarnetar.

El estado indio occidental de Guyarat tiene 33 distritos después de aprobarse varias divisiones a partir de los 17 distritos originales establecidos en la formación del estado en 1960.
El Kutch es el distrito mayor del estado, mientras que Dangs es el menor; Ahmedabad es el más poblado y Dangs el menos; Surat es el más densamente poblado y Kutch el menos.

## Distritos de Guyarat
| °       |         |                              |                |                |                |                |                |                |                | |               |             |      |
| ------- | ------- | ---------------------------- | -------------- | -------------- | -------------- | -------------- | -------------- | -------------- | -------------- | --- | ------------- | ----------- | ---- |
| Ranking | Ranking |                              |                | Sede           | Población      | Población      | Área           | Densidad       |                | Taluka/tehsil | Taluka/tehsil |             |      |
| Pob.    | Área    | Distrito                     | Código         | (capital)      | (2001)         | (2011)         | (km²)          | (hab./km²)     | Formación      | Nombre | Total         | Web oficial | Mapa |
| GJ-01   | GJ-07   | Distrito de Ahmedabad        | GJ-AH          | Ahmedabad      | 5 673 090      | 7 045 313      | 7170           | 983            | 1960           | Ahmedabad, Bavla, Daskroi, Detroj-Rampura, Dhandhuka, Dholera, Dholka, Mandal, Sanand, Viramgam                       | 10            |             |      |
| GJ-17   | GJ-08   | Distrito de Amreli           | GJ-AM          | Amreli         | 1 393 880      | 1 513 614      | 6760           | 224            | 1960           | Amreli, Babra, Bagasara, Dhari, Jafrabad, Khambha, Kunkavav vadia, Lathi, Lilia, Rajula, Savarkundla                  | 11            |             |      |
| GJ-09   | GJ-14   | Distrito de Anand            | GJ-AN          | Anand          | 1 856 712      | 2 090 276      | 4690           | 446            | 1997           | Anand, Anklav, Borsad, Khambhat, Petlad, Sojitra, Tarapur, Umreth                                                     | 8             |             |      |
| GJ-25   | GJ-25   | Distrito de Aravalli         | GJ-AR          | Modasa         | 908 797        | 1 039 918      | 3217           | 323            | 2013           | Bayad, Bhiloda, Dhansura, Malpur, Meghraj y Modasa                                                                    | 6             |             |      |
| GJ-03   | GJ-02   | Distrito de Banaskantha      | GJ-BK          | Palanpur       | 2 502 843      | 3 116 045      | 12 703         | 245            | 1960           | Amirgadh, Bhabhar, Danta, Dantiwada, Deesa, Deodar, Dhanera, Kankrej, Lakhani, Palanpur, Suigam, Tharad, Vadgam y Vav | 14            |             |      |
| GJ-15   | GJ-09   | Distrito de Bharuch          | GJ-BR          | Bharuch        | 1 370 104      | 1 550 822      | 6524           | 238            | 1960           | Bharuch, Amod, Ankleshwar, Hansot, Jambusar, Jhagadia, Netrang, Vagra y Valia                                         | 9             |             |      |
| GJ-06   | GJ-05   | Distrito de Bhavnagar        | GJ-BV          | Bhavnagar      | 2 065 492      | 2 393 272      | 8334           | 287            | 1960           | Bhavnagar, Gariadhar, Ghogha, Jesar, Mahuva, Palitana, Sihor, Talaja, Umrala, Vallabhipur                             | 10            |             |      |
| GJ-30   | GJ-28   | Distrito de Botad            | GJ-            | Botad          | 547 567        | 656 005        | 2564           | 256            | 2013           | Botad, Barwala, Gadhada, Ranpur                                                                                       | 4             |             |      |
| GJ-24   | GJ-24   | Distrito de Chhota Udaipur   | GJ-            | Chhota Udaipur | 909 799        | 1 071 831      | 3237           | 331            | 2013           | Chhota Udepur, Bodeli, Jetpur pavi, Kavant, Nasvadi, Sankheda                                                         | 6             |             |      |
| GJ-07   | GJ-21   | Distrito de Dahod            | GJ-DA          | Dahod          | 1 635 374      | 2 126 558      | 3643           | 583            | 1997           | Dahod, Devgadh baria, Dhanpur, Fatepura, Garbada, Limkheda, Sanjeli, Jhalod, Singvad                                  | 9             |             |      |
| GJ-33   | GJ-33   | Distrito de Dangs            | GJ-DG          | Ahwa           | 186 712        | 226 769        | 1764           | 129            | 1960           | Ahwa, Subir, Waghai                                                                                                   | 3             |             |      |
| GJ-29   | GJ-11   | Distrito de Devbhoomi Dwarka | GJ-            | Khambhalia     | 623 091        | 752 484        | 5684           | 132            | 2013           | Bhanvad, Kalyanpur, Khambhalia, Okhamandal                                                                            | 4             |             |      |
| GJ-20   | GJ-32   | Distrito de Gandhinagar      | GJ-GA          | Gandhinagar    | 1 334 731      | 1 387 478      | 2163           | 641            | 1964           | Gandhinagar, Dehgam, Kalol, Mansa                                                                                     | 4             |             |      |
| GJ-23   | GJ-19   | Distrito de Gir Somnath      | GJ-SM          | Veraval        | 1 059 675      | 1 217 477      | 3754           | 324            | 2013           | Gir-Gadhada, Kodinar, Sutrapada, Talala, Una, Patan-Veraval                                                           | 6             |             |      |
| GJ-18   | GJ-04   | Distrito de Jamnagar         | GJ-JA          | Jamnagar       | 1 281 187      | 1 407 635      | 8441           | 167            | 1960           | Jamnagar, Dhrol, Jamjodhpur, Jodiya, Kalavad, Lalpur                                                                  | 6             |             |      |
| GJ-16   | GJ-12   | Distrito de Junagadh         | GJ-JU          | Junagadh       | 1 388 498      | 1 525 605      | 5092           | 300            | 1960           | Junagadh City, Bhesana, Junagadh Rural, Keshod, Malia, Manavadar, Mangrol, Mendarda, Vanthali, Visavadar              | 10            |             |      |
| GJ-08   | GJ-01   | Distrito de Kutch            | GJ-            | Bhuj           | 1 526 321      | 2 090 313      | 45 652         | 46             | 1960           | Abdasa, Anjar, Bhachau, Bhuj, Gandhidham, Lakhpat, Mandvi, Mundra, Nakhatrana, Rapar                                  | 10            |             |      |
| GJ-10   | GJ-20   | Distrito de Kheda            | GJ-KH          | Nadiad         | 1 806 929      | 2 053 769      | 3667           | 560            | 1960           | Kheda, Galteshwar, Kapadvanj, Kathlal, Mahudha, Matar, Mehmedabad, Nadiad, Thasra, Vaso                               | 10            |             |      |
| GJ-26   | GJ-29   | Distrito de Mahisagar        | GJ-            | Lunavada       | 861 562        | 994 624        | 2500           | 398            | 2013           | Balasinor, Kadana, Khanpur, Lunawada, Santrampur, Virpur                                                              | 6             |             |      |
| GJ-11   | GJ-16   | Distrito de Mahesana         | GJ-MA          | Mahesana       | 1 837 696      | 2 027 727      | 4386           | 419            | 1960           | Mehsana, Becharaji, Jotana, Kadi, Kheralu, Satlasana, Unjha, Vadnagar, Vijapur, Visnagar, Gojariya                    | 11            |             |      |
| GJ-27   | GJ-13   | Distrito de Morbi            | GJ-            | Morbi          | 825 301        | 960 329        | 4871           | 197            | 2013           | Halvad, Maliya, Morbi, Tankara, Wankaner                                                                              | 5             |             |      |
| GJ-31   | GJ-27   | Distrito de Narmada          | GJ-NR          | Rajpipla       | 514 083        | 590 379        | 2749           | 215            | 1997           | Dediapada, Garudeshwar, Nandod, Sagbara, Tilakwada                                                                    | 5             |             |      |
| GJ-22   | GJ-31   | Distrito de Navsari          | GJ-NV          | Navsari        | 1 229 250      | 1 330 711      | 2211           | 602            | 1997           | Navsari, Vansda, Chikhli, Gandevi, Jalalpore, Khergam                                                                 | 6             |             |      |
| GJ-13   | GJ-22   | Distrito de Panchmahal       | GJ-PM          | Godhra         | 1 381 002      | 1 642 268      | 3272           | 502            | 1960           | Ghoghamba, Godhra, Halol, Jambughoda, Kalol, Morwa Hadaf, Shehera                                                     | 7             |             |      |
| GJ-21   | GJ-10   | Distrito de Patan            | GJ-PA          | Patan          | 1 181 941      | 1 342 746      | 5738           | 234            | 2000           | Patan, Chanasma, Harij, Radhanpur, Sami, Sankheswar, Santalpur, Sarasvati, Sidhpur                                    | 9             |             |      |
| GJ-32   | GJ-30   | Distrito de Porbandar        | GJ-PO          | Porbandar      | 536 854        | 586 062        | 2294           | 255            | 1997           | Porbandar, Kutiyana, Ranavav                                                                                          | 3             |             |      |
| GJ-05   | GJ-06   | Distrito de Rajkot           | GJ-RA          | Rajkot         | 2 488 885      | 3 015 229      | 7550           | 399            | 1960           | Rajkot, Dhoraji, Gondal, Jamkandorna, Jasdan, Jetpur, Kotada Sangani, Lodhika, Paddhari, Upleta, Vinchchiya           | 11            |             |      |
| GJ-19   | GJ-18   | Distrito de Sabarkantha      | GJ-SK          | Himmatnagar    | 1 173 734      | 1 388 671      | 4173           | 333            | 1960           | Himatnagar, Idar, Khedbrahma, Poshina, Prantij, Talod, Vadali, Vijaynagar                                             | 8             |             |      |
| GJ-02   | GJ-15   | Distrito de Surat            | GJ-ST          | Surat          | 4 996 391      | 6 079 231      | 4418           | 1337           | 1960           | Surat, Bardoli, Choryasi, Kamrej, Mahuva, Mandvi, Mangrol , Olpad, Palsana, Umarpada                                  | 10            |             |      |
| GJ-14   | GJ-03   | Distrito de Surendranagar    | GJ-SR          | Surendranagar  | 1 370 843      | 1 585 268      | 9271           | 171            | 1960           | Chotila, Chuda, Dasada, Dhrangadhra, Lakhtar, Limbdi, Muli, Sayla, Thangadh, Wadhwan                                  | 10            |             |      |
| GJ-28   | GJ-23   | Distrito de Tapi             | GJ-            | Vyara          | 719 634        | 806 489        | 3249           | 248            | 2007           | Nizar, Songadh, Uchhal, Valod, Vyara, Kukarmunda, Dolvan,                                                             | 7             |             |      |
| GJ-04   | GJ-17   | Distrito de Vadodara         | GJ-VD          | Vadodara       | 2 732 003      | 3 093 795      | 4312           | 718            | 1960           | Vadodara, Dabhoi, Desar, Karjan, Padra, Savli, Sinor, Vaghodia                                                        | 8             |             |      |
| GJ-12   | GJ-26   | Distrito de Valsad           | GJ-VA          | Valsad         | 1 410 680      | 1 703 068      | 3034           | 561            | 1966           | Valsad, Dharampur, Kaprada, Pardi, Umbergaon, Vapi                                                                    | 6             |             |      |
|         |         | Total (estado)               | Total (estado) | Total (estado) | Total (estado) | Total (estado) | Total (estado) | Total (estado) | Total (estado) | Total (estado) | 250           |             |      |

## Cambios en la organización territorial
- 1960: el 1 de mayo se creó el estado de Gujarat a partir de 17 distritos del norte del estado de Bombay, cuando se dividió sobre una base lingüística (también creando Maharashtra de habla marathi). Fueron los siguientes: Ahmedabad, Amreli, Banaskantha, Bharuch, Bhavnagar, Dangs, Jamnagar, Junagadh, Kheda, Kachchh, Mahesana, Panchmahal, Rajkot, Sabarkantha, Surat, Surendranagar y Vadodara.

- 1964: Gandhinagar fue creado con partes de los distritos de Ahmedabad y Mahesana

- 1966: Valsad fue separado de Surat.

- 1997: el 2 de octubre se crearon cinco nuevos distritos:

- Anand fue separado de Kheda;
- Dahod fue separado de Panchmahal;
- Narmada fue separado de Bharuch y partes de Vadodara;
- Navsari fue separado de Valsad;
- Porbandar fue separado de Junagadh.

- 2000: Patan fue creado con partes de los distritos de Banaskantha y Mahesana.

- 2007: el 2 de octubre, Tapi fue separado de Surat, como 26.º distrito del estado.

- 2013: el 15 de agosto, se crearon siete nuevos distritos:[38]

- Aravalli fue separado de Sabarkantha.
- Botad fue creado con partes de los distritos de Ahmedabad y Bhavanagar.
- Chhota Udaipur fue separado de Distrito de Vadodara.
- Devbhoomi Dwarka fue separado de Jamnagar.
- Mahisagar fue creado con partes de Kheda y Panchmahal;
- Morbi fue creado con partes de los distritos de Rajkot, Surendranagar y Jamnagar.

- Gir Somnath fue separado de Junagadh.

Los distritos, organizados por regiones:
- Central Gujarat: 8 (Ahmedabad, Vadodara, Anand, Chhota Udaipur, Dahod, Kheda, Mahisagar y Panchmahal)
- North Gujarat: 6 (Gandhinagar, Aravalli, Banaskantha, Mahesana, Patan y Sabarkantha)
- Saurashtra - Kutch: 12 (Rajkot, Amreli, Bhavnagar, Botad, Devbhoomi Dwarka, Gir Somnath, Jamnagar, Junagadh, Morbi, Porbandar, Surendranagar y Kachchh)
- South Gujarat: 7 (Surat, Bharuch, Dangs, Narmada, Navsari, Tapi y Valsad).